# Mercedes-Benz třídy E
Mercedes-Benz třídy E je automobil vyšší střední třídy vyráběný německou firmou Mercedes-Benz. Po tímto názvem se od roku 1993 vyráběla první generace, od roku 1995 druhá generace, od roku 2002 třetí generace, od roku 2009 čtvrtá generace (W212), od roku 2016 pátá generace (W213) a od roku 2023 šestá generace (W214).

## První generace (W124)
První generace se vyráběla v letech 1984–1996. Název „Třída E“ (E-Klasse) se poprvé objevil s faceliftovaným W124 v roce 1993.

## Druhá generace (W210)
Druhá generace se vyráběla v letech 1996–2002. Čtyř-světlový přední design a vysoké ceny posunuly auto do vyšší třídy. V září 1999 byl proveden facelift. Ten zahrnovala vizuální, mechanické a kvalitní vylepšení oproti předchozí verzi.
Zatímco sedan W210 byl nahrazen modelem W211 v roce 2002, verze W210 byla i nadále prodávána až do roku 2003.

## Třetí generace (W211)
Třetí generace se vyráběla v letech 2002–2009.

## Čtvrtá generace (W212)
Čtvrtá generace se vyrábí od roku 2009. V roce 2013 prošla faceliftem.

## Pátá generace (W213)
Pátá generace se vyráběla od roku 2016 do roku 2023 kdy byla nahrazena generací W214. V roce 2020 prošla faceliftem.

## Šestá generace (W214)
Šestá generace byla představena 25. dubna 2023. Karosářské varianty zahrnují sedan a kombi, zatímco kupé a kabriolety byly vyřazeny z nabídky. V rámci sjednocení modelových řad se luxusní kupé a kabriolety zařadily velikostně mezi třídu E a třídu C pod třídu CLE.